# Зімни-Здруй
Зімни-Здруй (пол. Zimny Zdrój, нім. Düsterhau) — село в Польщі, у гміні Черніково Торунського повіту Куявсько-Поморського воєводства.
Населення — 110 осіб (2011).
У 1975-1998 роках село належало до Влоцлавського воєводства.

## Демографія
Демографічна структура станом на 31 березня 2011 року:
|          | Загалом | Допрацездатний вік | Працездатний вік | Постпрацездатний вік |
| -------- | ------- | ------------------ | ---------------- | -------------------- |
| Чоловіки | 57      | 18                 | 35               | 4                    |
| Жінки    | 53      | 16                 | 30               | 7                    |
| Разом    | 110     | 34                 | 65               | 11                   |